# OB-4 (konvooi)
OB-4 was een geallieerd scheepskonvooi tijdens de Tweede Wereldoorlog. Dit konvooi was het eerste konvooi van de oorlog dat werd aangevallen. Het is niet bekend hoeveel schepen er mee voeren, maar het konvooi werd voor het eerst waargenomen op 15 september 1939 door de U-31 van Kptlt. Johannes Habekost. De daaropvolgende konvooiaanval duurde van 15 tot 16 september 1939; één Duitse onderzeeër nam eraan deel. 

## Geschiedenis
Konvooi OB-4 was vertrokken vanuit Liverpool en was onderweg naar de Verenigde Staten over de Noord-Atlantische Oceaan. Er waren geen escorteschepen aanwezig. De volgende dag, op 16 september viel de U-31, omstreeks 08.15 uur aan. Deze aanval was succesvol, aangezien het Britse vrachtschip Aviemore van 4.060 ton getroffen werd en zonk. Dit was het eerste schip dat vóór een konvooi voerde en verloren ging. De Aviemore hoorde eigenlijk niet bij OB-4 ondanks ze in de buurt was.
Twee weken later, op 2 oktober keerde de U-31 terug naar Wilhelmshaven.